# Microchromis zebroides
Microchromis zebroides là một loài cá thuộc họ Cichlidae. Nó là loài đặc hữu của Malawi, và là loài duy nhất trong chi Microchromis. Môi trường sống tự nhiên của chúng là hồ nước ngọt.